# Ian Chandler
Ian Chandler (nascido em 3 de agosto de 1951) é um ex-ciclista australiano. Ele representou a Austrália nos Jogos Olímpicos de Verão de 1976 e terminou em nono lugar nos 100 km contrarrelógio por equipes.